# El Aguilucho
El Aguilucho es la publicación escolar de circulación ininterrumpida más antigua de América Latina.

## Historia
Fundada en 1927, ha sido dirigida y publicada ininterrumpidamente por los estudiantes de undécimo grado del colegio bogotano Gimnasio Moderno, fundado por el educador Agustín Nieto Caballero. Surgió por iniciativa del entonces bachiller Eduardo Caballero Calderón, una de las plumas más destacadas de la literatura colombiana.
Aunque en sus primeros años funcionó como un semanario, actualmente El Aguilucho es publicado semestralmente, en los meses de junio y diciembre. Su contenido varía entre secciones de crónica, opinión, caricatura, poesía, ensayo y humor.
La revista se distingue de la línea convencional de publicaciones escolares por no recibir ningún tipo de censura por parte de la institución en mención, así como por ser desarrollada, editada y gerenciada únicamente por sus estudiantes. 
Por sus páginas han pasado varias figuras de la vida nacional colombiana a lo largo de sus 92 años de historia, tales como  Guillermo Cano Isaza, Guillermo Perry Rubio, Rafael Pardo Rueda, Fidel Cano Correa, Enrique Santos Calderón, Enrique Santos Castillo, Daniel Samper Ospina, Alfonso Cano Isaza, Fidel Cano Correa, Alfonso López Michelsen, Mario Laserna Pinzón, Roberto Posada García-Peña, Rodolfo Llinás, Ricardo Silva Romero, Ernesto Samper Pizano, Daniel Samper Pizano, Lucas Caballero Calderón, Luis Caballero Holguín, Rodrigo Pardo García-Peña, Guillermo Cortés Castro 'La Chiva', y Eduardo Caballero Calderón, Rafael Nieto Loaiza, entre muchos otros.

## Lista de directores
- 1927: Eduardo Caballero Calderón
- 1928: Enrique Caballero Escovar
- 1929: Eduardo Caro
- 1930: Pablo Jaramillo y Luis Córdoba
- 1931: Alberto D’Achiard
- 1934: Enrique Santos Castillo
- 1935: Ricardo Galvis
- 1936: Guillermo Restrepo
- 1937: Jaime Nieto Cano y Armando Samper Gnecco
- 1938: Joaquín Prieto, Roberto Lleras, Ernesto Gamboa
- 1939: Pablo Andrade, Jorge Pradilla y Fernando Tamayo
- 1941: Jaime Concha y Eusebio Mendoza
- 1942: Fernando Prieto
- 1943: Álvaro Macías, Guillermo Cano Isaza y Gustavo Wills
- 1944: Antonio Izquierdo y Jaime Bayona
- 1945: Antonio Muñoz y Nicolás Bayona
- 1946: Eduardo Mendoza y Enrique Mendoza
- 1947: Arturo Fernández y Hernando Bayona
- 1948: Mauricio Szerer, Álvaro Uribe y Manuel Drezner
- 1949: Manuel Lago y Hernando Suárez
- 1950: Alfredo Iriarte, Juan Vargas y Jabobo Reines
- 1951: Álvaro Paredes y Carlos Iriarte
- 1952: Julio Carrizoza, Hernique Cavelier, Fernando Gaitán, Luis Tamayo, Santiago Reyes y Marcos Wasserman
- 1953: José María González, Guillermo Hoyos, Julio Mendoza, Jorge Michelsen y Jorge Restrepo
- 1955: Hernando Mora, Germán Orozco, Germán Pachón y Alfredo Soto
- 1956: Joaquín Bohórquez, Gustavo Camacho, Jaime Caro, Álvaro Gómez y Alberto Rico
- 1958: Leopoldo González Sáenz
- 1959: José María Rodríguez
- 1960: Juan Carrizosa, Jorge Gaviria y Ernesto Lleras
- 1961: Antonio Caballero, Manuel Dussan, Jaime Niño, Fernando Ospina y Víctor Perlman
- 1962: Daniel Samper Pizano y Fernando Cadena
- 1963: Fernando Lleras, Gustavo Esguerra, Eduardo Mariño y Mauricio Reyes
- 1964: Fernando Lleras, Gustavo Esguerra, Eduardo Mariño y Guillermo González
- 1965: Benjamín Villegas, Luis Carlos Cleves, José Jesús Robledo, Hernán Moreno, Armando Vega-Lara
- 1966: Roberto Ángel, Emilio Cháves, Camilo Rueda, Andrés Montañés, Alberto Umaña, Andrés Eloy
- 1967: Ernesto Samper, Ernesto Cavelier, Santiago Montejo, Daniel Boada y Rafael Chaustre
- 1968: Ernesto Samper, Felipe Guhl, Julio Carvajal, Guillermo Perry Rubio, Julio Ianini y Gabriel Cuéllar
- 1969: José Salazar, Edgardo Maya, Mauricio Lleras, Alejandro Borda Gabriel Cuéllar y Arturo Escallón
- 1970: Andrés Romero, Alfredo García, Jorge Salazar, Marucio Lleras, Steven Perlman Y Enrique Castilla
- 1971: Jorge Salazar y Jorge Galofre
- 1972: Juan Ferro, Carlos Saavedra, Mauricio Acero, Camilo Escobar, Manuel Vargas
- 1973: Roberto Posada García-Peña y Mauricio Acero
- 1974: Pablo Michelsen, Rodrigo Villaneda, Fernando Herrera, Humberto Janer Antonio Schlesinger Y Carlos Santa
- 1975: Jaime Posada García-Peña, Santiago Perdomo, Manuel Felipe Olivera y Ricardo Ponce de León
- 1976: José Gabriel Samper Pizano, Juan Francisco Hernández, Ricardo Ponce de León, Gabriel Soto y Luis Jaime Posada García-Peña
- 1977: Gabriel Pardo García-Peña, Alejandro Linares, Juan Pablo Medrano, Francisco Soto, Juan Daniel Jaramillo
- 1978: Gabriel Pardo García-Peña, Camilo Leguízamo, Hernan Syro, Juan Alfredo Hernández
- 1979: Juan Roa, Juan Carlos Posada García-Peña, Fernando González, Rodrigo Buenahora Santos, Jorge Hernán Uribe Calle, Andrés Hernández, Andrés Cano Busquets y Diego Páez Ospina
- 1980: Diego Páez, José Neira, Luis van de Laat, Fernando Díaz, Daniel Castellanos y Carlos Roselli
- 1981: Juan Carlos Prieto, Pedro García, Ricardo Sánchez, Pablo Solano, Luis Germán Pardo, Camilo Sáenz Kopp y Jaiem Ruíz
- 1982: Fidel Cano Correa, Miguel Salazar y Felipe Urdaneta
- 1983: Fidel Cano Correa, Felipe Urdaneta Gómez, Sergio Romero Moreno y Rafael Nieto Loaiza
- 1984: Camilo Alberto Páez y Mauricio Bayona
- 1985: Eduardo Llana, Rodrigo Pardo y Mauricio Torres
- 1986: Pablo Nieto Loaiza y Juan Carlos González
- 1987: Diego Gabriel Chaves-Gnecco, Germán Riaño Mendoza y Mauricio Rueda Beltz
- 1988: Andrés Portilla y Jernónimo Castillo
- 1989: Juan Mesa Zuleta y Andrés Cubides
- 1990: Mauricio González y Guillermo González
- 1991: Federico Beltz y Luis Felipe Hollmann
- 1992: Daniel Samper Ospina y Elías Cano Ibáñez
- 1993: Carlos Tirado y Ricardo Silva Romero
- 1994: Germán Pardo García-Peña y Carlos Felipe Angulo
- 1995: Nicolás Uribe y Felipe Vergara
- 1996: Mauricio Gaviria y Guillermo Garzón Sarmiento
- 1997: Omar Quintero y Felipe Botero
- 1998: Juan Sebastián Hoyos y Francisco Zornoza
- 1999: Andrés Alberto Montañés y Alejandro Moure
- 2000: José Herreray Sebastián Carrizosa
- 2001: Daniel Salazar y Andrés Velázquez
- 2002: Iván Daniel Abaunza, Santiago Espinosa y Eugenio Chain de Gamboa
- 2003: Pedro Caballero Arrázola
- 2004: Daniel Palacios y Felipe Valdivieso
- 2005: Felipe Ángel y Juan Sebastián Quintero
- 2006: Juan Pablo Bustamante, Federico Rodríguez Tarditi y Camilo Vaughan Jurado
- 2007: Juan José Huertas
- 2008: Juan Manuel García
- 2009: Rafael Toledo Plata y Daniel Arias Rivera
- 2010: Santiago Silva, José Alejandro Londóño y Ricardo Pretelt
- 2011: Andrés Felipe Vélez, Jaime Alejandro Pinilla y Santiago Ojeda
- 2012: Alejandro Barguil, Pedro Mora Madriñán y Enrique Pardo
- 2013: Luis Alejandro Cote, Daniel Felipe Ovalle y Juan Carlos Montañés
- 2014: José Antonio Hernández Rodríguez, Daniel Tobar Montañés, Santiago Ospina L., Julián Ospina C. y Juan Camilo Ponce G.
- 2015: Gabriel Posada, Nicolás Castro y Nicolás Hernández
- 2016: Leonel Riveros Quintero y Roberto Posada
- 2017: Jerónimo Sepulveda, Simón Araújo y Juan Ortíz
- 2018: Adolfo Rey, Alan Stevenson y Nicolás Gärtner
- 2019: Antonio Triana Rueda, José Gabriel Mesa y Juan Camilo Barrios
- 2020: Simón Cortés, Tomás Romero y Nicolás Segura
- 2021: Manuel Rey, Daniel Salazar y Juan Vasquez/Nicolás Meléndez, Gregorio Posada y Samuel Navarro
- 2022: Alfredo Garcia, Rodrigo Borja y Samuel Vidal
- 2023: Sebastián Otoya, Esteban García, Matías Gómez y Samuel Sastoque
- 2024: Camilo Mendoza, Gabriel Bonnet y Martín Gomez
- 2025: Santiago Reyes, Juan Mateo Dussan, Michel Bonnet, Jose Pablo Barrios y Martín Herrera
- 2026: Miguel Montaño, Alejandro Torres, Juan Daniel Palacios y Juan Pablo Cruz